# Helianthemum pugae
Helianthemum pugae là một loài thực vật có hoa trong họ Nham mân khôi. Loài này được Calderón mô tả khoa học đầu tiên năm 1991.